# Tití Fernández
Miguel Ángel Fernández (Buenos Aires, 16 de junio de 1951) conocido públicamente como «Tití» Fernández, es un periodista deportivo y escritor argentino. Actualmente, forma parte del equipo de la Televisión Publica Argentina y DeporTV.

## Biografía
Su sobrenombre proviene de que como su familia vivía cerca del Jardín Zoológico de Buenos Aires, su padre lo llevaba a ver a los animales, y él se entretenía mirando a los monos titíes. Sus padres se separaron en 1956, cuando Tití tenía cinco años de edad, su hermano Víctor (1953-1990) tenía tres años, y su hermana María Cristina (n. 1955) un año de edad.
Antes de ser periodista, afirma haber vendido ceniceros junto a su hermano, con el que también tuvo una fábrica de cuadros.

## Trayectoria

### Comienzos en radio y TV
Su debut como periodista en televisión fue en 1983, en un partido entre Estudiantes e Independiente, cuando Estudiantes salió campeón. En una entrevista, comentó que al querer entrevistar a Eduardo Manera (técnico de Estudiantes), «una turba de gente se metió a la cancha, me arrancaron el micrófono, auriculares, todo».
En 1986 cubrió la Copa Mundial de Fútbol de México dónde el seleccionado argentino se coronó campeón de la mano de Diego Armando Maradona, incluso estuvo en el vestuario del equipo campeón. 
En 1992 se inició como panelista del reconocido programa Fútbol de Primera, también cubrió los mundiales de Italia 1990, Estados Unidos 1994 y Francia 1998.

### Programas y libros junto a Benedetto
En 2005 participó junto a su amigo Marcelo Benedetto en un capítulo de la sitcom Casados con hijos.
Junto a su compañero Marcelo Benedetto formaron una de las duplas del periodismo deportivo argentino y condujeron en 2005 y 2006 el programa Chau Domingo, los domingos a la medianoche por Canal 13. Actualmente, al finalizar su contrato con el Grupo Clarín, cubrió junto a Benedetto, Marcelo Araujo y Julio Ricardo algunos partidos de la primera división para el programa Fútbol para todos desde el arranque del Torneo Apertura Iveco 2010.
En 2007 ganó el concurso Cantando por un sueño con su «soñadora» Micaela Salinas. En 2008 escribió un libro junto a su colega Marcelo Benedetto llamado Secretos [con]partidos.
El 1 de febrero de 2011 comenzó un nuevo programa junto a Marcelo Benedetto en la cadena deportiva Fox Sports llamado Tití y Benedetto, donde vuelven a cubrir los partidos de primera división del fútbol argentino, pero en esta oportunidad por la cadena Fútbol para todos. Italia 1990, 

### Proyectos, pausa de trabajo y vuelta a Mundiales
El jueves 17 de enero de 2013 inauguró su propia heladería, llamada Giuseppe, ubicada en la ciudad de Buenos Aires.
El 27 de febrero de 2014 sufrió un ACV (ataque cerebrovascular) por el cual pasó varios días internado y luego continuó en reposo en su domicilio. Más tarde retomó su trabajo como periodista. El 2 de julio de ese mismo año su hija María Soledad, de 26 años, falleció en un accidente automovilístico en Brasil mientras se disputaba la copa Mundial de Fútbol de 2014.
En 2018, Fernández, fue corrido de su puesto y no pudo cubrir la Copa Mundial de Fútbol dónde quería hacerle un homenaje a su hija María Soledad.
En 2021 condujo Abrimos a las 12 en Radio Del Plata junto a Alejandro Fabbri y Claudia Villafañe.
Ese mismo año cubrió la Copa América 2021 donde Argentina fue campeón después de 28 años sin títulos.
Entre noviembre y diciembre de 2022 cubrió la Copa Mundial de Fútbol de 2022, el cual sería su último mundial como periodista. Allí entrevistó a jugadores argentinos como Dibu Martínez o Enzo Fernández. También Martínez le regaló el buzo que llevaba cuando detuvo a Países Bajos los dos penales que supusieron la clasificación del seleccionado nacional a la semifinal. El 18 de diciembre, se despidió de su labor como cobertor de copas mundiales tras la victoria de Argentina frente a Francia en la final del torneo, dedicándole la victoria a su fallecida hija María Soledad.

## Ediciones, canales y programas
eltrece
- Fútbol de Primera (1992-2009)
- Dominico (2004-2005)
- Chau Domingo (2005-2006)
- Copa Mundial de Fútbol (2006)
- Copa América (2007)
- Showmatch (2007)
- Cantando (2007)
- Showmatch (2009)

FOX Sports
- Copa Sudamericana (2002-2013)
- Copa Libertadores (2002-2013)
- La Hora de Bilardo (2003)
- Copa América (2004)
- Fox para todos (2004)
- Copa América (2007)
- Copa Mundial de Fútbol (2010)
- Titi y Benedetto
- 90 minutos de Fútbol (2013-2015)
- Recopa Sudamericana (2015)
- Central Fox (2015)
- Fiesta Fundación River Plate (2015)

Telefe
- Casados con Hijos (2005)
- Tu cara me suena (2015)
- Loco x Vos (2016)
- Fútbol Para Todos (2016-2017)
- MasterChef Celebrity Argentina 3 (2021)

Televisión Pública
- Fútbol Para Todos (2010-2015)
- Copa América (2011)
- Copa Mundial de Fútbol (2014)
- Copa Libertadores (2014)
- Copa Sudamericana (2014)
- Copa Libertadores (2015)
- Copa América (2015)
- Fútbol Permitido (2015)
- Copa Sudamericana (2015)
- Eliminatorias Rusia 2018 (2015-2017)
- Copa América (2021)
- Eliminatorias Catar 2022 (2020-2022)
- Camiseta Argentina (2020-2021)
- Rumbo a Catar (2022)
- Copa Mundial de Fútbol (2022)
- La Era Scaloni (2022)
- La Tarde del Mundial (2022)
- La Noche del Mundial (2022)

DEPORTV
- Copa Mundial de Fútbol de 2014 (2014)
- Rumbo a Catar (2022)
- Copa Mundial de Fútbol de 2022 (2022)
- La Tarde del Mundial (2022)
- La Noche del Mundial (2022)
- Código Catar (2022)

elnueve
- Bendita (2016-2019)

Telesur
- Zurda Infinita (2022)

## Coberturas

### Copa Mundial
- : México 1986
- : Italia 1990
- : Estados Unidos 1994 por eltrece
- : Francia 1998 por eltrece
- -: Corea-Japón 2002 por Fox Sports
- : Alemania 2006 por eltrece
- : Sudáfrica 2010 por Fox Sports
- : Brasil 2014 por Televisión Pública y DeporTV
- : Catar 2022 por Televisión Pública y DeporTV

### Copa América
- : Copa América 1999 por eltrece
- : Copa América 2004 por Fox Sports
- : Copa América 2007 por eltrece
- : Copa América 2011 por Televisión Pública
- : Copa América 2015 por Televisión Pública
- : Copa América 2021 por DeporTV y Televisión Pública

## Premios y reconocimientos
En abril de 2019 fue declarado Personalidad destacada de la Ciudad Autónoma de Buenos Aires por la Legislatura de la Ciudad Autónoma de Buenos Aires.